# Кубок обладателей кубков по мини-футболу
Recopa Cup — неофициальный мини-футбольный турнир, также известный как Кубок обладателей кубков по мини-футболу, организуемый испанской Национальной Лигой Мини-футбола. Клубы, участвующие в Кубке УЕФА по мини-футболу, как правило, от участия в Recopa Cup отказываются.
В 1990 году розыгрыш турнира проводился испанской газетой Mundo Deportivo.

## Победители
| Сезон | Место    | Победитель      | Результат | Финалист      |
| ----- | -------- | --------------- | --------- | ------------- |
| 2012  | Югорск   | Газпром-Югра    | 6:3       | МАПИД         |
| 2008  | Ниш      | Интервью Фадеса | 6:4       | Аутос Лобелье |
| 2007  | Сантьяго | Аутос Лобелье   | 5:3       | Бенфика       |
| 2005  | Луго     | Аскар Луго      | 4:0       | Боавишта      |
| 2003  | Мурсия   | Эль-Посо        | 7:3       | Фрейшиейру    |
| 2002  | Аугуста  | Финпромко-Альфа | 3:2       | Аугуста       |
| 1990  |          | Барселона       | 3:1       | Рома          |